# Ali Baba et les quarante voleurs
Ali Baba et les quarante voleurs er en fransk stumfilm fra 1902 af Ferdinand Zecca.